# Philypnus
Philypnus is een monotypisch geslacht van straalvinnige vissen uit de familie van de slaapgrondels (Eleotridae).

## Soort
- Philypnus macrolepis Wu & Ni, 1986